# Thelypteris skinneri
Thelypteris skinneri är en kärrbräkenväxtart som först beskrevs av William Jackson Hooker, och fick sitt nu gällande namn av Clyde Franklin Reed. Thelypteris skinneri ingår i släktet Thelypteris och familjen Thelypteridaceae. Inga underarter finns listade.